# Estadio Saitama 2002
El Estadio de Saitama 2002 (en japonés: 埼玉スタジアム2002 Saitama Sutajiamu Ni-maru-maru-ni) es un estadio de fútbol ubicado en Midori-ku, Prefectura de Saitama, en Japón. Se le conoce también como Saitama Stadium o simplemente como Saisuta. El estadio fue inaugurado en 2001 y posee una capacidad para 63 700 espectadores. Es el campo del club Urawa Red Diamonds, que juega en la J1 League.
Situado a 9 km del centro de Urawa, se tarda 50 minutos en tren (ferrocarril de Saitama) desde la estación JR Tokio hasta la estación Urawa Misono, y luego se emplean unos quince minutos a pie desde dicha estación de Urawa Misono hasta el estadio.

## Copa Mundial de Fútbol de 2002
Cuatro encuentros de la Copa Mundial de Fútbol de 2002 se disputaron en el estadio.
| Edición             | Equipo     | Resultado | Equipo         | Fase      |
| ------------------- | ---------- | --------- | -------------- | --------- |
| 2 de junio de 2002  | Inglaterra | 1 - 1     | Suecia         | Grupo F   |
| 4 de junio de 2002  | Japón      | 2 - 2     | Bélgica        | Grupo H   |
| 6 de junio de 2002  | Camerún    | 1 - 0     | Arabia Saudita | Grupo E   |
| 26 de junio de 2002 | Brasil     | 1 - 0     | Turquía        | Semifinal |

## Partidos del Mundial Sub-20 Femenino de 2012
Seis encuentros de la Copa Mundial Femenina de Fútbol Sub-20 de 2012 se jugaron en el estadio.
| Edición              | Equipo          | Resultado | Equipo          | Fase             |
| -------------------- | --------------- | --------- | --------------- | ---------------- |
| 19 de agosto de 2012 | Brasil          | 1 - 1     | Italia          | Grupo A          |
| 19 de agosto de 2012 | Nigeria         | 2 - 0     | Corea del Sur   | Grupo A          |
| 22 de agosto de 2012 | Brasil          | 1 - 1     | Nigeria         | Grupo A          |
| 22 de agosto de 2012 | Italia          | 0 - 2     | Corea del Sur   | Grupo A          |
| 27 de agosto de 2012 | Canadá          | 1 - 2     | Corea del Norte | Grupo C          |
| 27 de agosto de 2012 | China           | 1 - 0     | Ghana           | Grupo D          |
| 31 de agosto de 2012 | Corea del Norte | 1 - 2     | Estados Unidos  | Cuartos de final |
| 31 de agosto de 2012 | Alemania        | 4 - 0     | Noruega         | Cuartos de final |

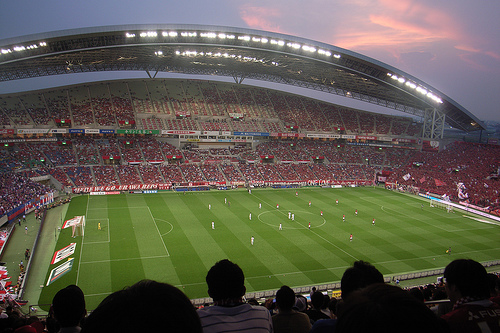
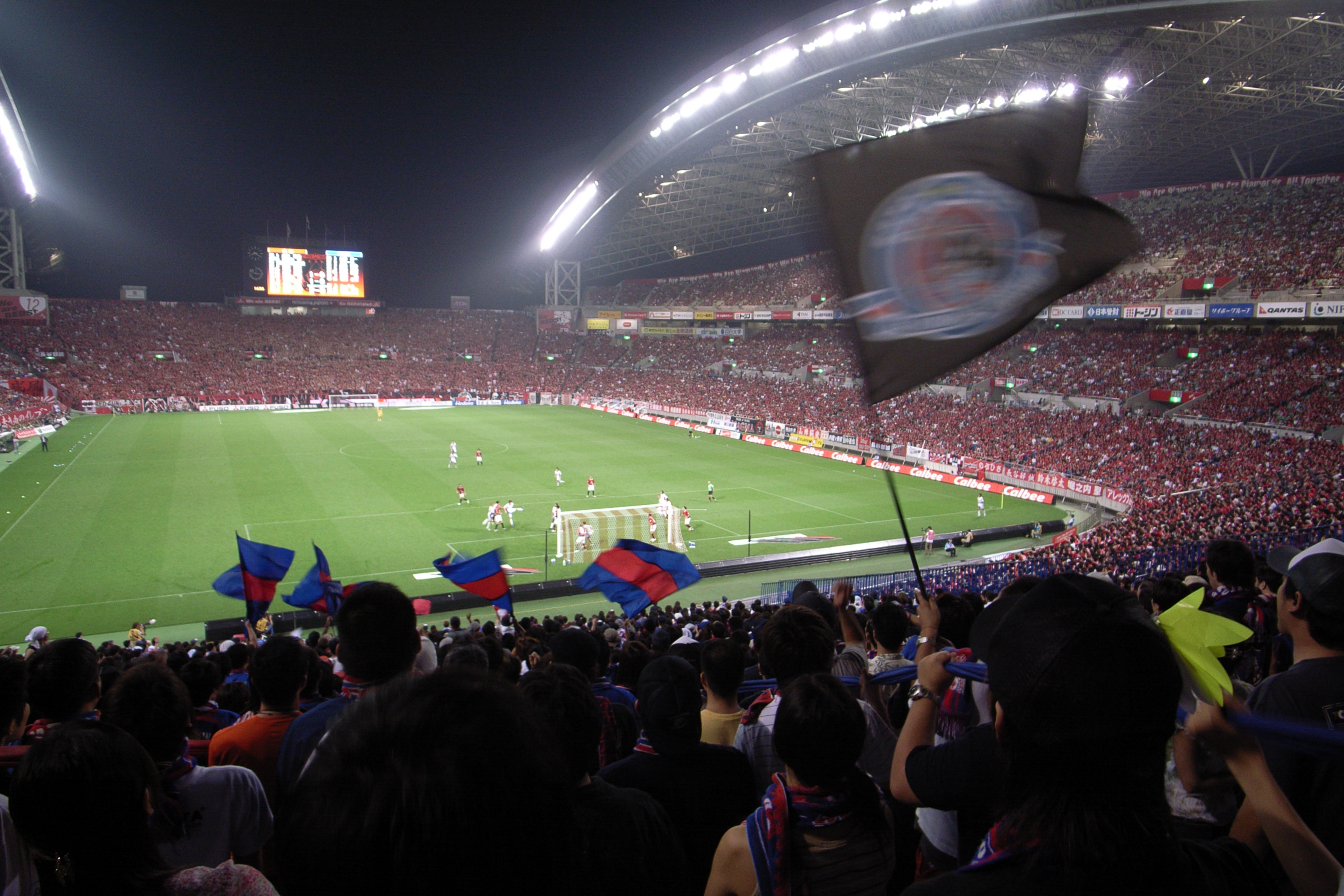
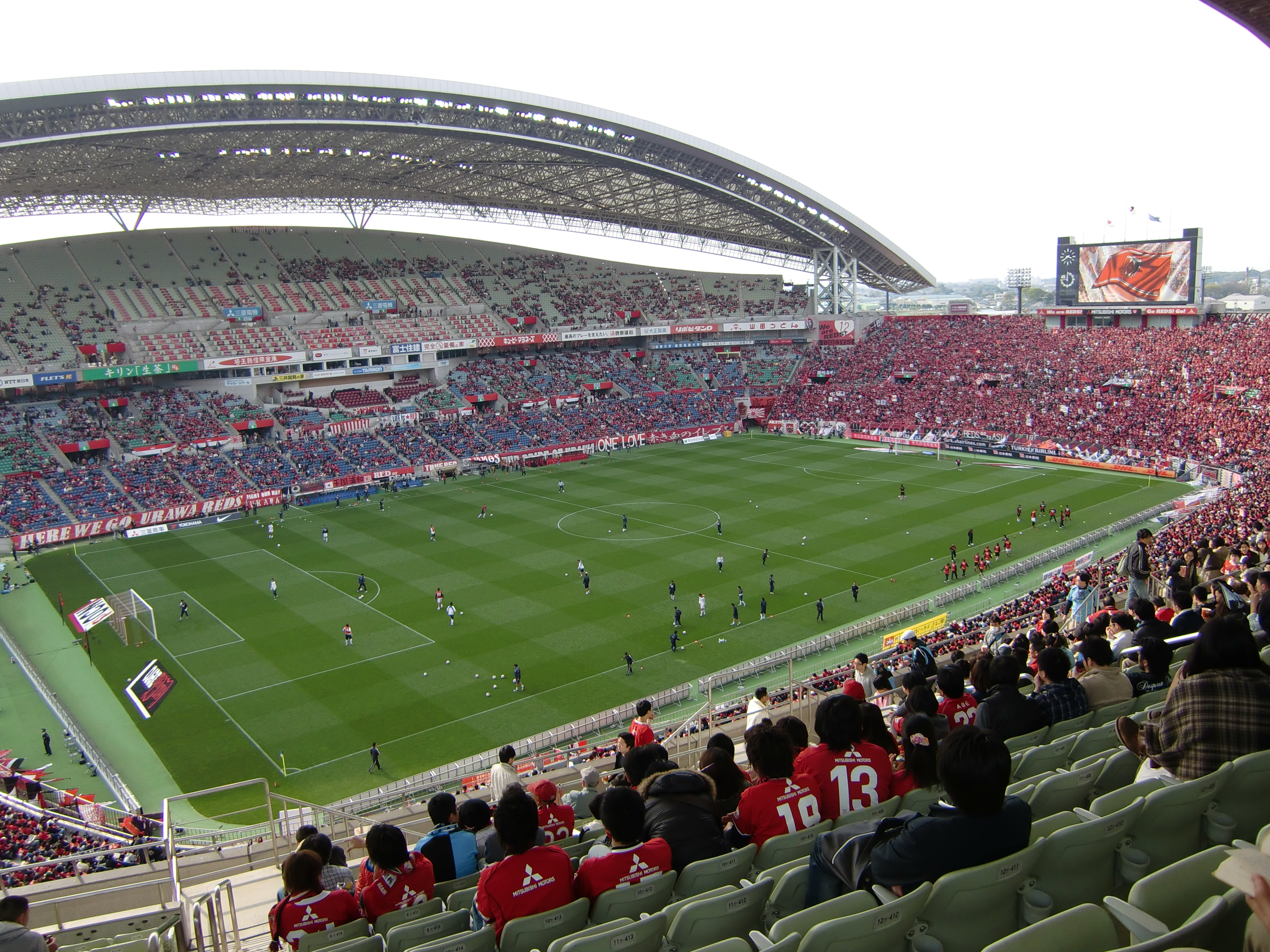
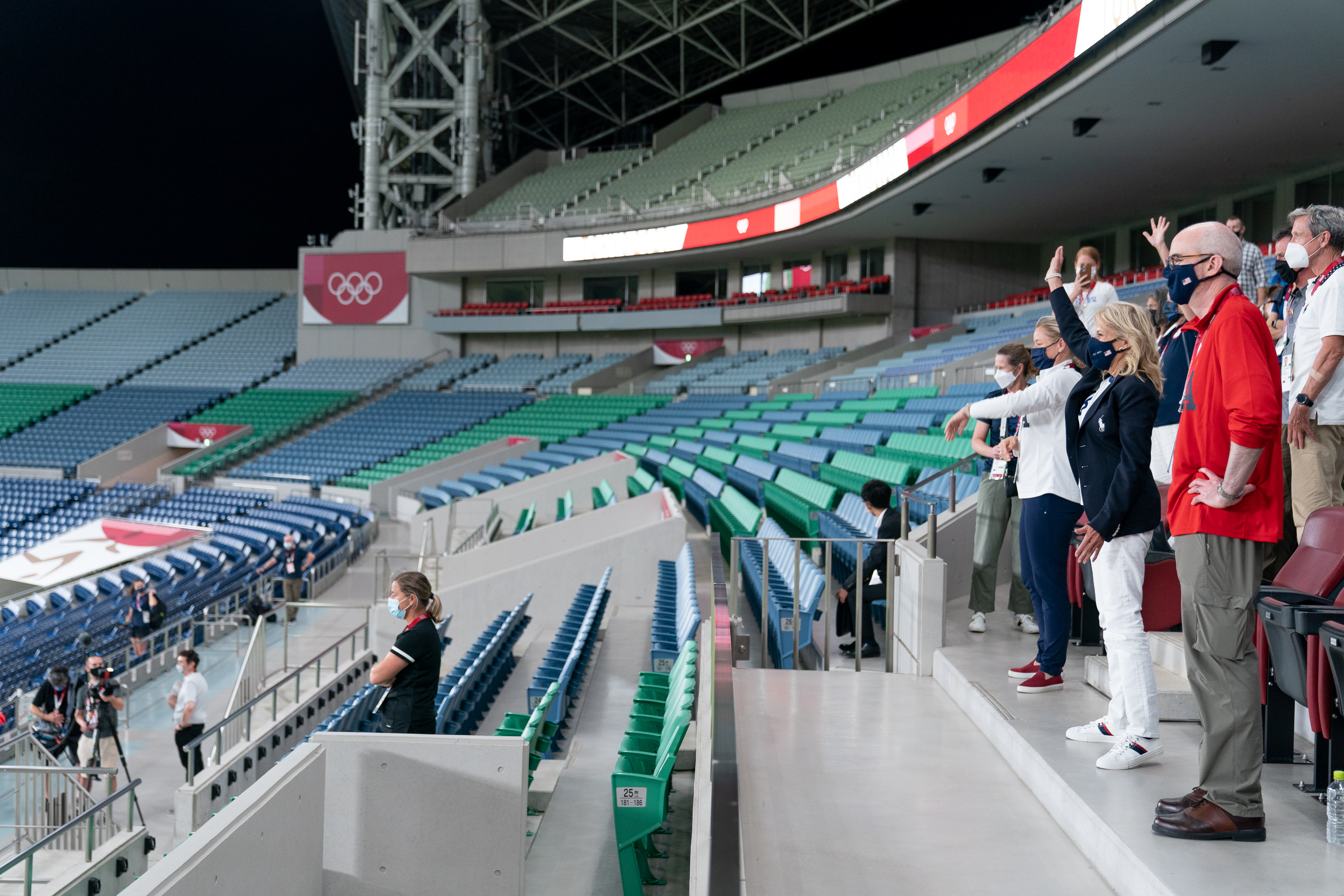
Juegos Olímpicos de Tokio 2020